# Meda (La Vega)
Meda (llamada oficialmente Santa María de Meda) es una parroquia y un lugar del municipio español de La Vega, en la provincia de Orense, Galicia.

## Organización territorial
La parroquia está formada por seis entidades de población, constando una de ellas en el nomenclátor del Instituto Nacional de Estadística español:
- A Calle
- A Portela
- Barrio de Abaixo
- Escuredos
- Meda
- O Regueiro

## Demografía
Gráfica demográfica del lugar y parroquia de Meda según el INE español:
| Gráfica de evolución demográfica de Meda entre 2000 y 2023 |
|                                                            |
| Datos según el nomenclátor publicado por el INE.           |

## Patrimonio natural

### O Fraguizo
O Fraguizo es un espacio natural al pie de la carretera de Curra. Según la tradición oral, bajo las piedras hay cuevas habitadas por los moros. En esa zona escaparon de la represión durante la Guerra Civil Española.